# 대통령 부대 표창 (미국)
미국 대통령 부대표창 (大韓民國 大統領 部隊表彰) 은 미국 정부의 대통령이 수여하는 표창이며 그 대상은 미국 군 및 해외부대이다. 